# Машиностроение России

Динамика индекса производства машин и оборудования в России в 1991—2009 годах, в процентах от уровня 1991 года

Динамика индекса производства электрооборудования, электронного и оптического оборудования в России в 1991—2009 годах, в процентах от уровня 1991 года

Машиностроение России — крупная отрасль российской промышленности, на машиностроение приходится 12 % объёма выпуска промышленности России (по данным за 2018 год).
Важнейшими отраслями являются авиационная промышленность, судостроение, автомобилестроение, железнодорожное машиностроение, оборонная промышленность, космическая промышленность, энергетическое машиностроение, сельскохозяйственное машиностроение, двигателестроение.

## Обзор
На долю машиностроительной отрасли приходится 6 % от всего объёма производимой в стране продукции.
В машиностроении на 22 тысячах предприятий занято 1,1 миллиона человек (что составляет 10 % от всех занятых в промышленности).
Почти 90 % предприятий отрасли находится в европейской части России.
Территориальная специализация машиностроения в России выглядит следующим образом:
| Расположение                  | Отрасль |
| ----------------------------- | --- |
| Центральный федеральный округ | авиакосмическая промышленность, автомобильный и железнодорожный транспорт, оборудование для нефтехимической промышленности, станкостроение, электроника, точное и сложное машиностроение, сельскохозяйственная техника. |
| Приволжский округ             | авиакосмическая промышленность, оборудование для нефтяной и газовой промышленности, автомобилестроение, целлюлозно-бумажная промышленность, сельскохозяйственное машиностроение.                                        |
| Уральский округ               | авиакосмическая промышленность, автомобильный и железнодорожный транспорт, оборудование для нефтехимической промышленности, станкостроение, горно-шахтное оборудование, станкостроение, энергомашиностроение.           |
| Северо-западный округ         | энергомашиностроение, судостроение и судоремонт, оборудование для лесной промышленности. |
| Южный округ                   | судостроение и судоремонт, оборудование для пищевой промышленности, сельскохозяйственное машиностроение. |
| Сибирский округ               | авиакосмическая промышленность, железнодорожный транспорт, горно-шахтное оборудование. |
| Дальневосточный округ         | авиастроение, судостроение и судоремонт. |

В 2018 году объём выпуска в машиностроении составил 8,0 трлн рублей ($128 млрд), в том числе производство транспортных средств — 56 %, производство электрооборудования — 12 %, прочие отрасли — 32 %.
Объём российского машиностроительного экспорта достиг наивысшего значения в 2018 году, составив 29 млрд долларов.
Подготовка кадров: 
доля трудоустройства выпускников профильных образовательно-производственных центров составляет почти 70 %.

### Рейтинг предприятий
| Компания     | Доходы, млн $ | Прибыли, млн $ |
| ------------ | ------------- | -------------- |
| АвтоВАЗ      | 5570,3 (16)*  | 160,2 (37)     |
| Группа "СОК" | 1705,6 (33)   | —              |
| АХК Сухой    | 1496,9 (37)   | 84,4 (63)      |
| КАМАЗ        | 1612,7 (35)   | 7,3            |

*В скобках указана позиция в общем рейтинге по показателю.

## История
В СССР (см. Машиностроение СССР)

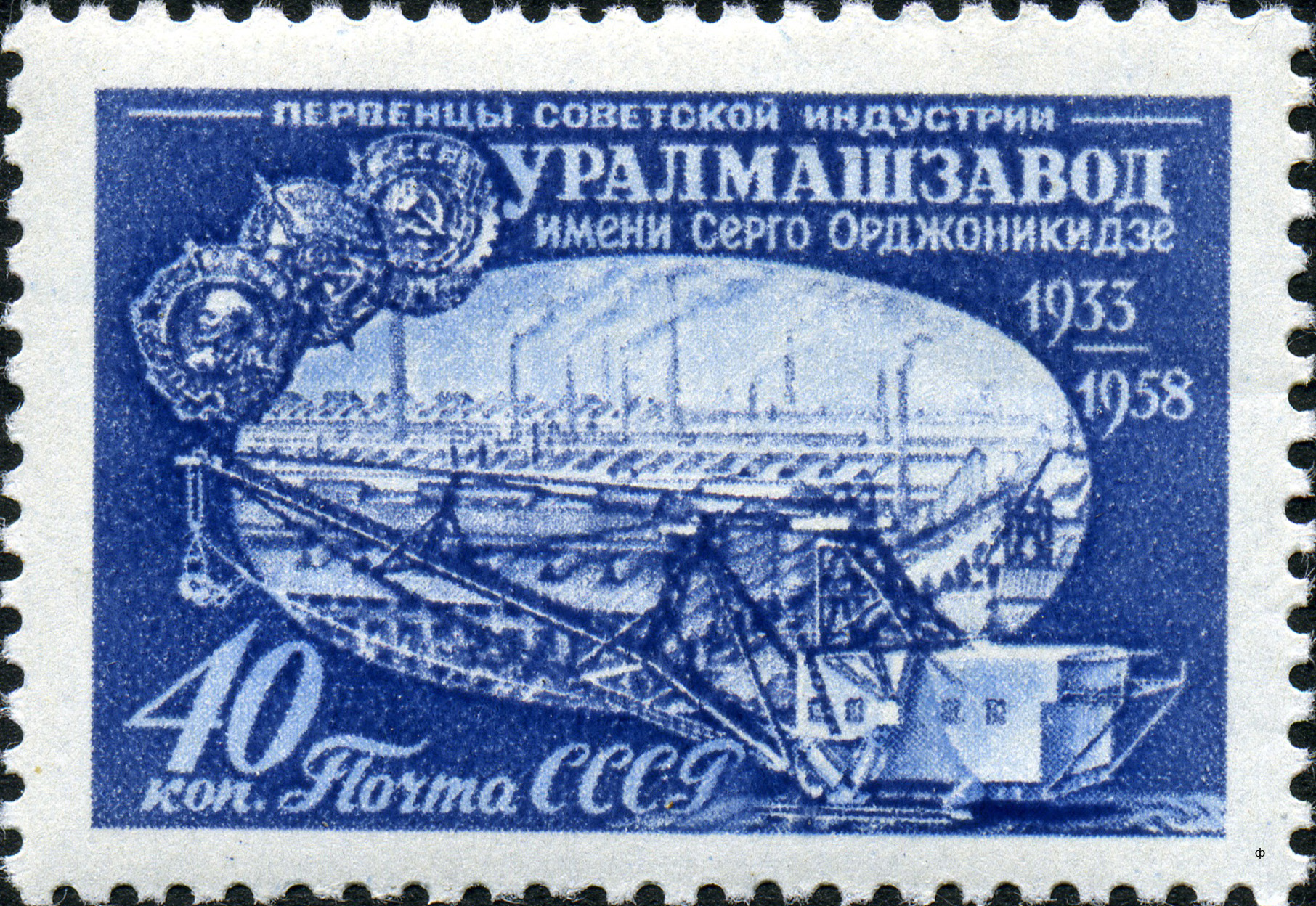
Почтовая марка СССР, 1958 год — Первенцы советской индустрии: Уралмашзавод

- Министерство среднего машиностроения СССР
- Министерство тяжёлого машиностроения СССР
- Министерство общего машиностроения СССР

В 1991 году в СССР действовало 428 предприятий станкостроения (обрабатывающего оборудования и инструментов для промышленности), значительная часть которых располагалась на территории нынешней России. Тогда станкоинструментальная промышленность выпустила 160 тыс. станков, в том числе 110 тыс. произведённых в РСФСР, включая 20 тыс. шт. с ЧПУ, это ставило СССР на второе место в мире. Тогда Минсредмаш СССР отчитался о выпуске более 1000 комплектов автоматических линий и более 40 тыс. кузнечно-прессовых машин, в том числе 2500 с ЧПУ.
В 2000 году объём производства продукции машиностроения в Российской Федерации вырос на 20 %, в 2001 году — на 7 %, в 2002 году — на 2 %, в 2003 году — на 9,4 %.
В 2000-х годах были созданы холдинги, которые объединили ведущие предприятия целых отраслей машиностроения:
- «Алмаз-Антей» (производство средств ПВО и ПРО, 2002 год),
- «Трансмашхолдинг» (производство подвижного состава для рельсового транспорта, 2002 год),
- «Объединённая авиастроительная корпорация» (ОАК) (самолётостроение, 2006 год),
- «Атомэнергомаш» (атомное энергетическое машиностроение, 2006 год),
- «Вертолёты России» (вертолётостроение, 2007 год),
- «Объединённая судостроительная корпорация» (ОСК) (судостроение, 2007 год),
- «Объединённая двигателестроительная корпорация» (ОДК) (двигателестроение, 2008 год).

В 2020 году российской промышленности удалось избежать критического падения, ввиду эпидемии КОВИД (при этом вся европейская промышленность показала самые низкие результаты за последние двадцать пять лет) — спад не превысил 8 % и по итогам года не просто преодолела падение, но и вышла на уровень 2019 года; выпуск обрабатывающего производства в 2020 году даже на 0,3 % превысил уровень предыдущего года.
После спада 2022 года, с середины 2023 года отрасль находится в стадии компенсационного роста, динамика которой достигла реабилитационного максимума в первом квартале 2024 года.
Основной вклад в динамику развития с 2021 по 2023 год внесли два типа предприятий: предприятия по производству машин и оборудования общего назначения (рост производства на 45,3 %) и предприятия по производству станков, машин и оборудования для обработки металлов и прочих твердых материалов (рост на 31,5 %).
По данным Росстата, в 2024 году объем производства в отрасли составил 17 трлн рублей, что позволило машиностроению достичь исторического максимума, превысив на 9% показатели 1990 года. Согласно базовому прогнозу Минэка, в период с 2025 по 2027 год увеличение производства техники составит 27%, что будет значительно быстрее роста экономики в целом.
Импортозамещение
Если в 2014 году доля импорта в обрабатывающей промышленности составляла 80 %, то на 2021 г. она снизилась до 40 % (самые большие достижения — первый российский авиадвигатель ПД-14, отечественная газовая турбина большой мощности ГТД-110М).
На 2021 год импорт обрабатывающего оборудования и инструментов для промышленности покрывает, по оценке президента ассоциации «Станкоинструмент» Георгия Самодурова, до 67 % потребностей, тогда как семь лет назад заводы РФ покупали за рубежом порядка 90 % станков и обрабатывающего оборудования (однако, по самым критическим позициям зависимость от импорта составляет от 80 до 95 %).

## Отрасли

### Судостроение

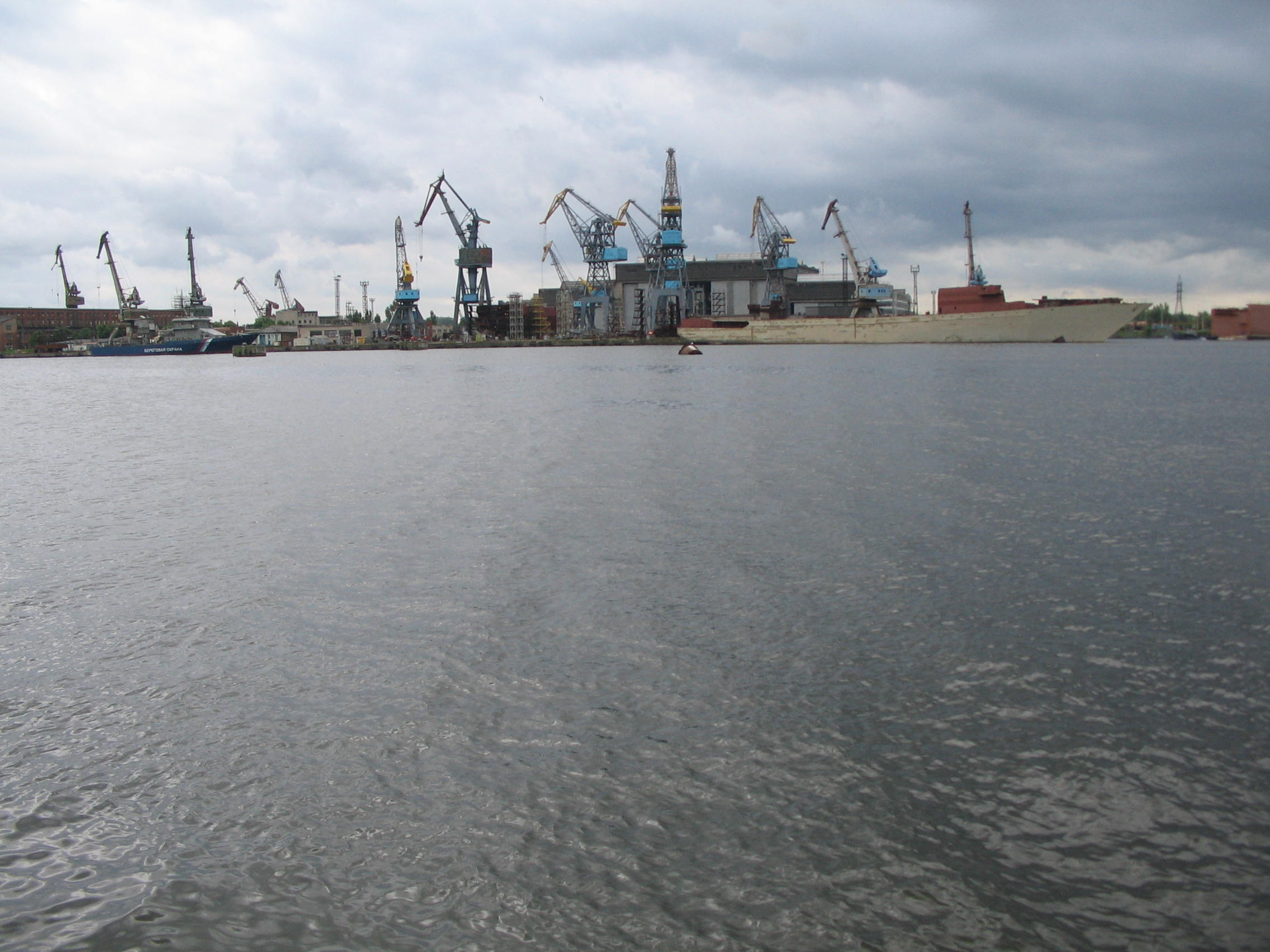
Калининградский судостроительный завод «Янтарь»

Судостроительная промышленность России традиционно является одной из наиболее технологически развитых отраслей экономики. Российские верфи имеют опыт строительства судов практически любого класса, типа и тоннажа. В отрасли имеются крупнейшие производители силовых систем и систем автоматизации. Научный потенциал научно-исследовательских и проектных институтов, лабораторий отраслевого и академического направления позволяет не только выполнять уникальные заказы по проектированию судов, но и разрабатывать новые концептуальные направления в судостроении.
В России существует более 1000 предприятий, занятых в судостроении, судоремонте, производстве двигательного, гидроакустического, навигационного, вспомогательного, палубного и других видов оборудования, материалов и комплектующих для судов, а также осуществляющих научную деятельность в области кораблестроения и морской техники.
По другим оценкам, в России насчитывается около 4000 предприятий и организаций, которые в той или иной степени обеспечивают производство продукции и услуг в области создания техники для изучения континентального шельфа, а также хозяйственной и военной деятельности на внутренних морях и в международных водах.
Крупнейшими центрами российского судостроения являются Санкт-Петербург, Северодвинск, Нижний Новгород, Калининградская область.
В соответствии с указом президента РФ, подписанным в марте 2007 года, создана Объединённая судостроительная корпорация, основным полем деятельности которой рассматривается развитие гражданского судостроения. Объединённая судостроительная корпорация консолидировала 19 существующих крупных судостроительных и судоремонтных предприятия.
В 1995—2005 гг. на российских судостроительных предприятиях размещалось 4 % объёма российских заказов судов К 2007 году этот показатель повысился до 6 %, в 2008 году составил 8 %.
В 2008 году объём продаж в российском судостроении составил 150 млрд рублей.
Объём производства в российском судостроении за 11 месяцев 2009 года увеличился на 50 %. В новый 2010 год российское судостроение вошло с ростом в 62 %.

### Автомобильная промышленность

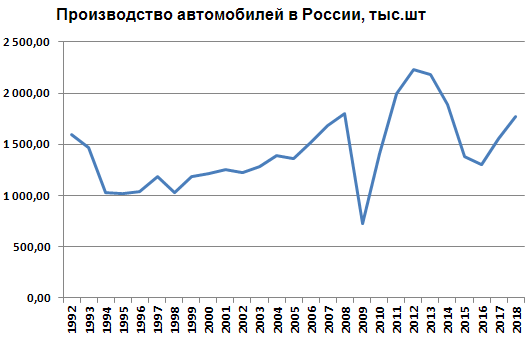
Производство автомобилей в России

Крупнейшие российские предприятия автомобильной промышленности:
- АвтоВАЗ — крупнейший производитель легковых автомобилей в Восточной Европе[17];
- КАМАЗ — находится на 11 месте в мире среди производителей тяжёлых грузовиков[18];
- Группа ГАЗ: (ООО «Павловский автобусный завод»(ПАЗ), ОАО «Голицынский автобусный завод» (ГолАЗ), ОАО «Саранский завод автосамосвалов», ОАО «Автодизель» (Ярославский моторный завод), ООО «Ликинский автобусный завод»(ЛиАЗ), ООО «КАВЗ», ОАО «Автомобильный завод Урал», ОАО «Челябинские строительно-дорожные машины», ОАО «Заволжский завод гусеничных тягачей», ОАО «Арзамасский машиностроительный завод», ОАО «Ульяновский моторный завод», ООО «Канашский автоагрегатный завод»);
- Арзамасский завод коммунального машиностроения — крупнейший производитель коммунальных автомобилей в России[19].

По итогам 2008 года в России было произведено 1,471 млн легковых автомобилей и 256 тыс. грузовых автомобилей. В том же году из России было экспортировано 132 тыс. легковых и 45 тыс. грузовых автомобилей на общую сумму $1,7 млрд.
В период с 2000 по 2010 годы в РФ было открыто несколько десятков автомобильных заводов, выпускающих автомобили под марками известных производителей, среди которых Volkswagen, Skoda, BMW, Ford, Renault, Toyota, Chevrolet, автомобильный альянс Peugeot — Citroën — Mitsubishi, Nissan, Opel, Kia, Volvo Truck и некоторые другие. Мощности заводов рассчитаны на производство, начиная от крупноузловой до мелкоузловой сборки, включая Completely Knocked Down (CKD) сборку с высокой степенью локализации производства, со сваркой и окраской кузовов, и агрегатов. Открытие новых заводов продолжается
В ноябре 2009 года Renault — Nissan и «АвтоВАЗ» подписали соглашение по основным условиям реструктуризации российского автопроизводителя. Компания Renault-Nissan будет использовать производственные мощности АвтоВАЗа для удовлетворения потребности российского рынка. Протокол о сотрудничестве по рекапитализации АВТОВАЗа предусматривает финансовую помощь правительства РФ в обмен на предоставление компанией Renault своих технологий АВТОВАЗу. После визита визита главы Renault-Nissan президент АвтоВАЗа на своём выступлении на 11-й научной конференции ГУ-ВШЭ указал, что, помимо прочего, завод может пользоваться технологиями альянса и сможет иметь доступ к технической библиотеке концерна.
В феврале 2010 российский и итальянский Fiat подписали меморандум о создании в России глобального альянса по производству пассажирских автомобилей и внедорожников. Общие инвестиции в проект — 2,4 млрд евро. Российское правительство готово оказать финансовую поддержку, если степень локализации производства составит 50 %. Согласно планам, к 2016 году совместное предприятие планирует выпускать до 500 тыс. автомобилей в год, как минимум каждый десятый должен идти на экспорт. За четыре года «Соллерс» уже инвестировал в развитие производства Fiat в России $600 млн.
В начале 2010 года «АвтоВАЗ» и «Соллерс» подписали соглашение о стратегическом сотрудничестве по развитию конкурентоспособной компонентной базы поставщиков, рынки отреагировали на сообщение о партнёрстве АвтоВАЗа и «Соллерс» существенным ростом котировок.
При рассмотрении стратегии развития российского автопрома, Правительством РФ в марте 2010 будет рассмотрен вопрос о принципах сотрудничества с иностранными компаниями. Одним из основных принципов работы будет расширение локализации производства в России.
Немецкий автомобильный концерн Daimler приобрёл 10 % акций российского производителя грузовиков ОАО «КАМАЗ». Соответствующее соглашение о стратегическом партнёрстве в 2009 году подписали Daimler, ГК «Ростехнологии», «Тройка-Диалог» и ОАО " КАМАЗ ". Согласно подписанному соглашению о партнёрстве, КАМАЗ и Daimler намерены сотрудничать в сфере совместных проектов и обмена технологиями.
В марте 2010 года концерн Daimler завершил сделку по увеличению доли в КАМАЗ с 10 % до 11 %.
Председатель совета директоров КАМАЗа Сергей Чемезов также отметил, что к 2018 году немецкая компания может довести свою долю в ОАО «КАМАЗ» до контрольной.
По сообщению главы Счётной палаты Сергея Степашина, белорусские МАЗ и БелАЗ могут объединиться с КамАЗом в единый холдинг под началом «Ростехнологий».
По сообщению РБК, Министерство промышленности и торговли оценивает совокупные затраты по стратегии развития автомобильной промышленности России до 2020 года в размере 1,2—1,8 трлн руб. Из указанной выше суммы на развитие автопрома около 630 млрд руб. придётся на долю российских игроков рынка. В частности, 330 млрд руб. будет направлено на проекты модернизации производства, 100 млрд руб. планируется направить на научно-исследовательские и опытно-конструкторские работы (в том числе на разработку новых моделей — 24 млрд руб.), а 190 млрд руб. вложить в развитие компонентной базы.

### Авиационная промышленность

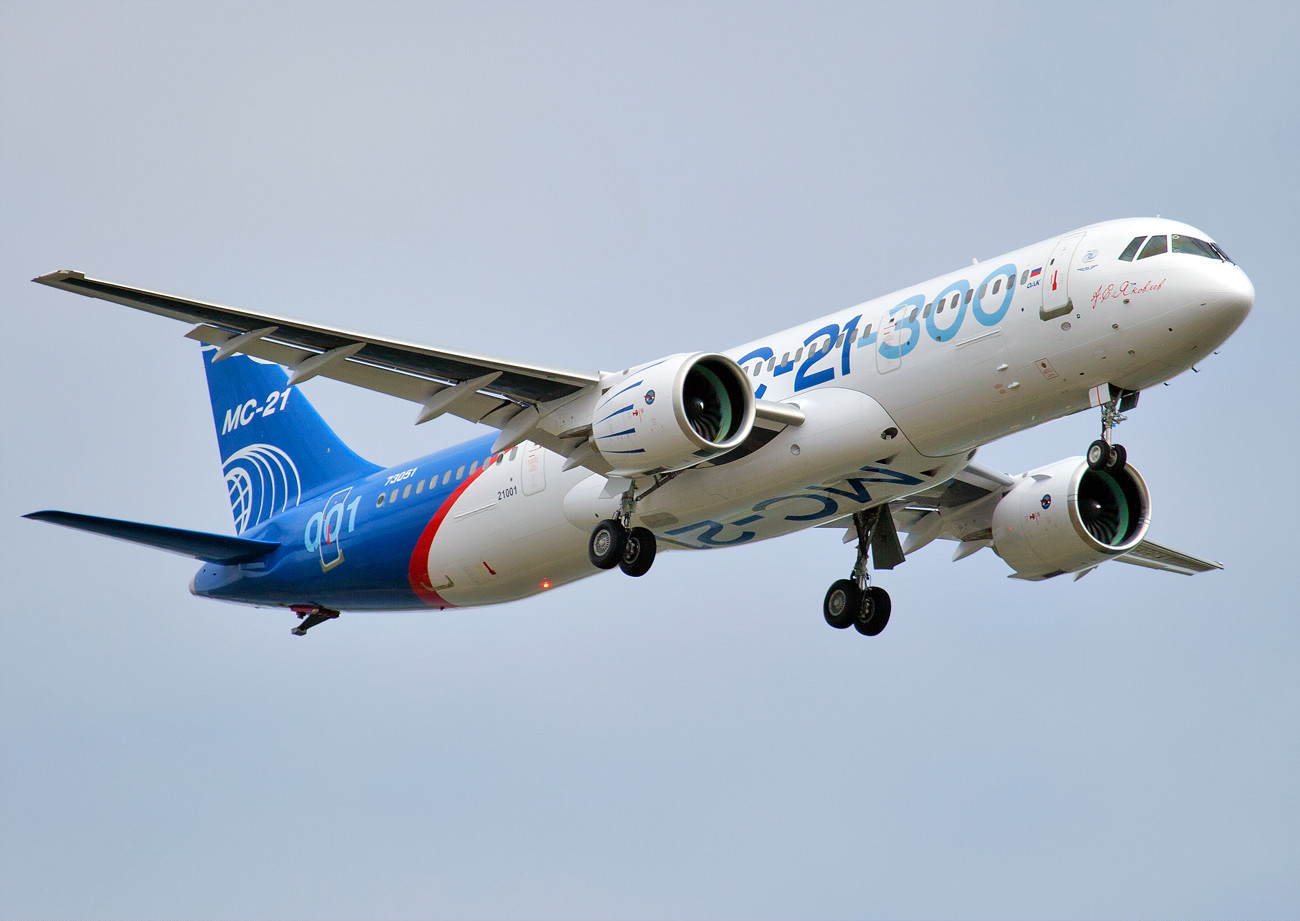
Пассажирский самолёт МС-21

Активы российского авиастроения сконцентрированы в двух профильных интегрированных структурах: Объединённая авиастроительная корпорация (в неё входят крупнейшие самолётостроительные предприятия) и Оборонпром (в неё входят крупнейшие вертолётостроительные и двигателестроительные предприятия). Эта компания включают в себя 214 предприятий и организаций, в том числе 103 — промышленные, 102 — НИИ и ОКБ. Общая численность занятых в российской авиационной промышленности — более 411 тыс. человек. Крупнейшими научными центрами авиастроения являются «Технология»…
По объёму выпускаемой продукции военного самолётостроения Россия находится на 2-м месте в мире, вертолётостроения — на 3-м месте в мире (6 % мирового рынка вертолётов).
В 2010 году объём выручки российских предприятий авиапрома составил более 504 млрд рублей, из которых 31 % — доля самолётостроения, 18 % — вертолётостроения, 24 % — двигателестроения, 8 % — агрегатостроения, 11 % — приборостроения, 8 % — производства спецтехники. За этот год в России было выпущено более 100 военных самолётов.
После саммита БРИК в апреле 2010 года, стало известно, что ведутся переговоры с бразильской аэрокосмической корпорацией Embraer о совместной разработке и производстве самолёта для российской региональной авиации. Вероятно, речь идёт о использовании мощностей Казанского авиационного завода.
Существуют оценки, согласно которым в случае объединения российского и украинского авиапрома, самолётостроители двух стран способны образовать третий по значимости — после США и Западной Европы — центр мирового авиастроения. В апреле 2010 года ОАК и украинская государственная компания «Антонов» договорились о создании компании, координирующей совместное производство самолётов Ан-124, производство самолётов Ан-148, Ан-70 и Ан-140. Предполагается также, что ОАК получит контроль над «Антоновым» в обмен на пакет акций ОАК.
Каждые два года проводится международный авиационно-космический салон МАКС, на нём заключаются контракты на значительные суммы (в 2005 — $5 млрд, в 2016 — $3 млрд, в 2009 — $10 млрд).
Министерством промышленности опубликована стратегия развития авиационной промышленности до 2015 года.

### Ракетно-космическая промышленность

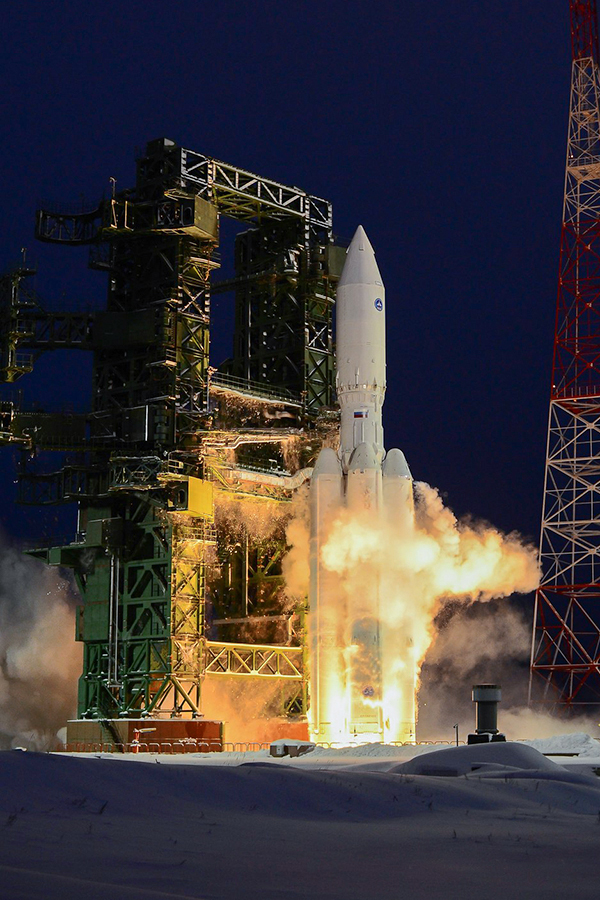
Первый пуск ракеты-носителя «Ангара-А5»

В структуру Роскосмоса, по данным официального сайта агентства, входит 66 предприятий. Крупнейшие предприятия космической промышленности:
- ОАО «РКК „Энергия“ им. С. П. Королёва»
- ГКНПЦ им. М. В. Хруничева
- ЦСКБ-Прогресс
- Научно-производственная корпорация «Системы прецизионного приборостроения»
- НПО машиностроения
- ОАО «НПО Энергомаш имени академика В. П. Глушко»
- ОАО «Государственный ракетный центр имени академика В. П. Макеева» (ОАО «ГРЦ Макеева»)
- Научно-производственное объединение им. С. А. Лавочкина

Производством компонентов ракетных систем занимаются:
- ФГУП «Миасский машиностроительный завод» (ММЗ).

По данным на 2006 год за Россией было примерно 11 % мирового рынка космических услуг. Согласно Государственной стратегии развития ракетно-космической промышленности, к 2015 году доля продукции ракетно-космической промышленности на мировом рынке производства ракетно-космической техники к 2015 году должна достигнуть 15 %.
По интенсивности космической деятельности (по количеству запущенных космических кораблей и количеству запущенных космических аппаратов) Россия занимает лидирующие позиции на протяжении последних нескольких лет.
По объёму финансирования гражданской космической деятельности по данным последних лет Россия занимает шестое место в мире.
В настоящее время агентством Роскосмос заключены межправительственные соглашения о сотрудничестве в космической деятельности с 19-ю странами; среди них США, Япония, Индия, Бразилия, Швеция, Аргентина и страны, входящие в Европейское космическое агентство (ЕКА)
В марте 2010 года Франция заказала у России 14 ракет-носителей «Союз» на 1 млрд долларов США.

### Сельскохозяйственное машиностроение

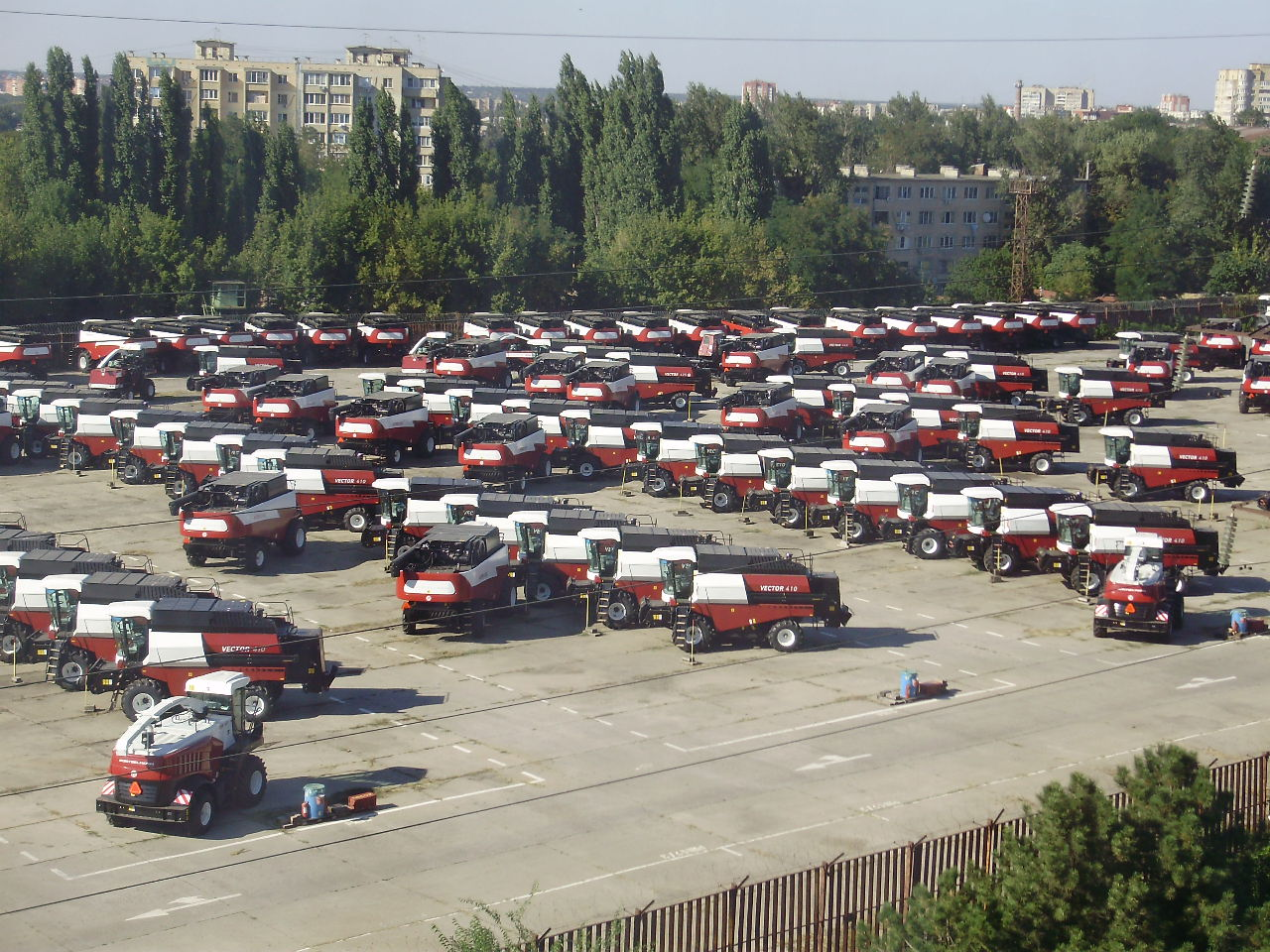
Завод сельскохозяйственного машиностроения, 2016 г.

Российские предприятия сельскохозяйственного машиностроения:
- Ростсельмаш — один из лидеров мирового сельскохозяйственного машиностроения[47], на его долю приходится 65 % российского рынка сельскохозяйственной техники и 17 % мирового рынка этой техники[47].
- Челябинский тракторный завод
- Чебоксарский агрегатный завод
- Концерн Тракторные заводы — крупнейший производитель тракторов в России.
- Воронежсельмаш — предприятие по производству зерноочистительной техники, оборудования для элеваторных комплексов, арочных ангаров, оптических сортировщиков зерна.

В 2001 году было учреждено ОАО «Росагролизинг» и, как следствие, изменена система предоставления государственных средств на лизинг сельскохозяйственной техники. За 2002—2003 годы «Росагролизинг» заключил около 1000 договоров лизинга на сумму около 15 млрд рублей; в тот период это обеспечило для предприятий сельхозмашиностроения стабильность продаж и стимулировало интерес инвесторов к данной отрасли.
В 2008 году в России было произведено 11,2 тыс. тракторов на колёсном ходу, 8 тыс. зерноуборочных комбайнов, 803 кормоуборочных комбайна.

### Железнодорожное машиностроение

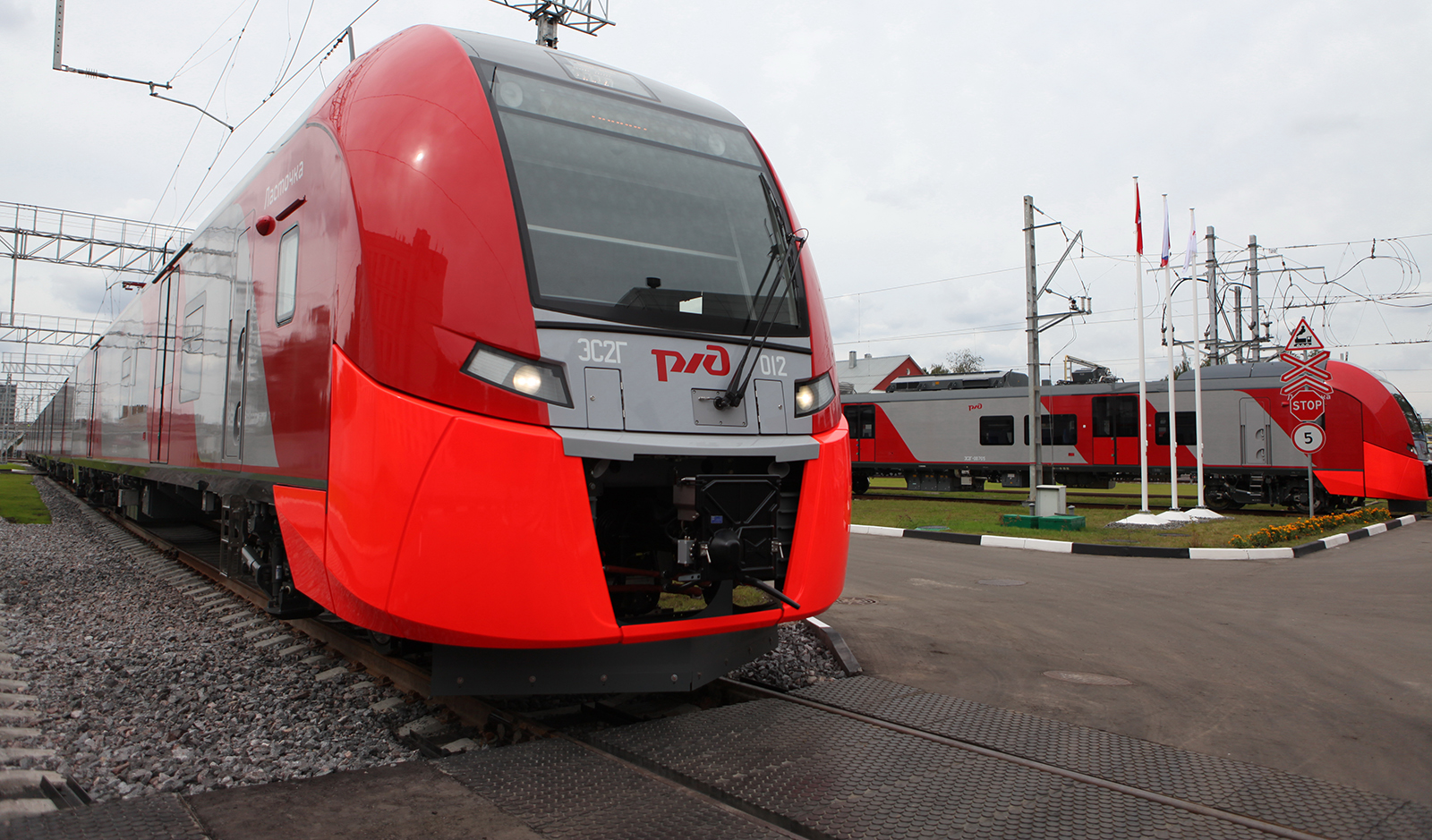
Электропоезд «Ласточка»

Российские предприятия железнодорожного машиностроения, выпускающие вагоны:
- Тверской вагоностроительный завод — выпускает пассажирские вагоны и моторвагонный подвижной состав. Входит в Трансмашхолдинг;
- Уралвагонзавод — занимается выпуском грузовых вагонов, цистерн, трамвайных вагонов;
- Алтайвагон — занимается выпуском грузовых вагонов и цистерн;
- Вагоностроительная компания Мордовии — производит цистерны[источник не указан 378 дней];
- Вагонмаш — занимается выпуском пассажирских вагонов и вагонов метрополитена, входит в Группу компаний Вагонмаш.
- Калининградский вагоностроительный завод;
- Торжокский вагоностроительный завод — занимается выпуском электропоездов;
- Метровагонмаш — является основным производителем вагонов метрополитена в России. Входит в Трансмашхолдинг.

Выпуском локомотивов занимаются :
- Коломенский завод — выпускает тепловозы, входит в Трансмашхолдинг;
- Новочеркасский электровозостроительный завод — предприятие Трансмашхолдинга;
- Брянский машиностроительный завод — входящие в Трансмашхолдинг;
- ООО «Уральские локомотивы» — создано в 2010 году на производственной базе Уральского завода железнодорожного машиностроения, выпускает грузовые магистральные электровозы, приступило к производству модификаций скоростных электропоездов «Ласточка», является совместным предприятием Группы Синара и Siemens;
- Людиновский тепловозостроительный завод — входит в Группу Синара, выпускает маневровые тепловозы.

Ремонтом занимаются:
- Тихорецкий машиностроительный завод им. В.В. Воровского,
- Екатеринбургский электровозоремонтный завод (ЕЭРЗ) — предприятие-филиал Желдорреммаш.

В 2008 году в России было произведено 49 секций магистральных тепловозов, 259 магистральных электровозов, 2,1 тыс. магистральных пассажирских вагонов, 42,7 тыс. магистральных грузовых вагонов.
Ряд российских вагоностроительных предприятий ведут активное сотрудничество в совместном производстве и разработке оборудования для железнодорожной отрасли с рядом зарубежных компаний, среди которых Alstom, Siemens, Starfire Engineering&Technologies, Nippon Sharyo Ltd, American Railcar Industries и Amsted Rail.

### Производство городского электротранспорта
Производителями трамваев являются:
- Тверской вагоностроительный завод

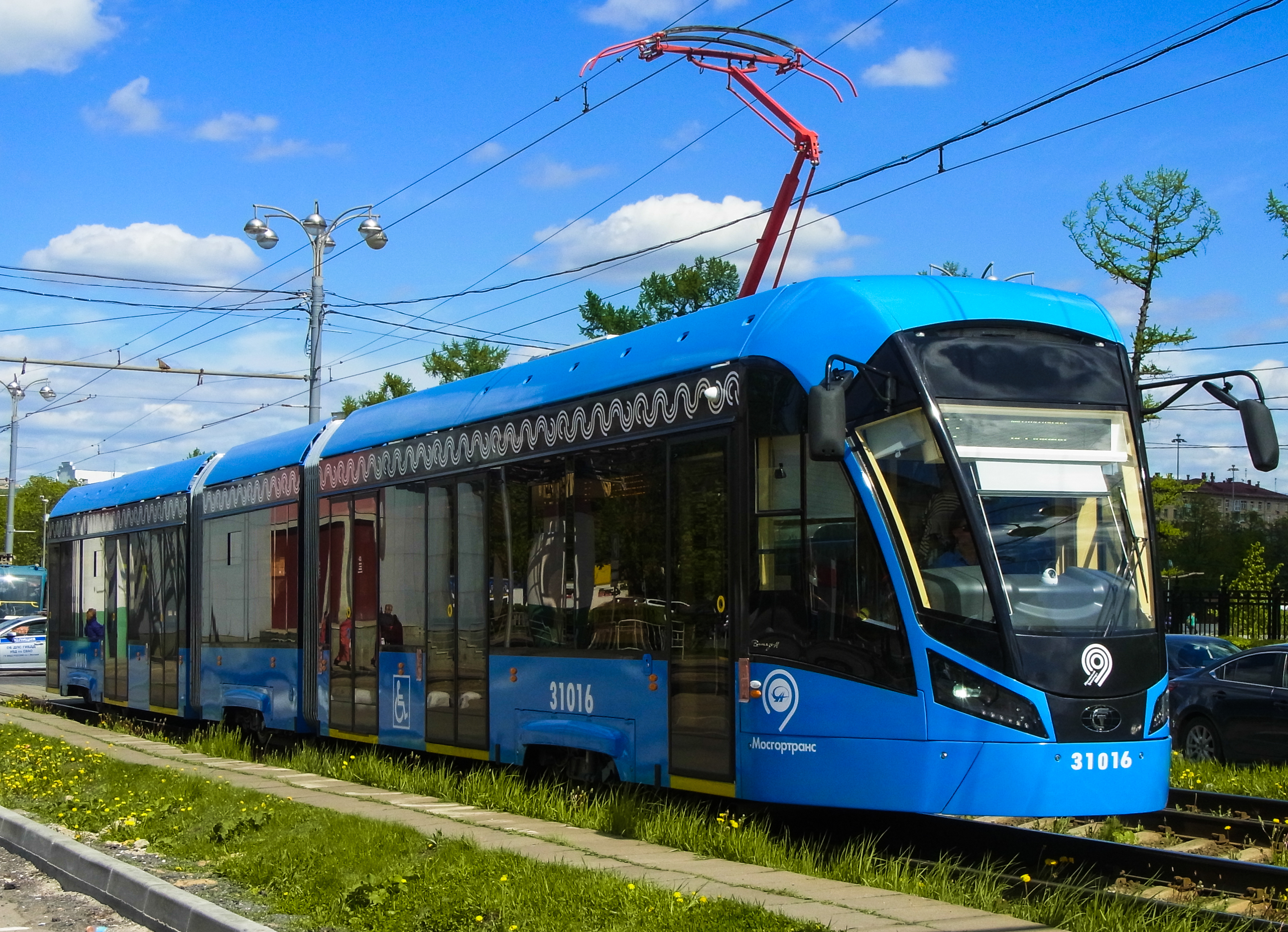
Трамвай «Витязь-М» в Москве

- Усть-Катавский вагоностроительный завод имени С. М. Кирова
- Уральский завод транспортного машиностроения (Уралтрансмаш)
- ПКТС

До 2013 года трамваи выпускались на Петербургском трамвайно-механическом заводе.
Выпуском троллейбусов занимаются: 
- Тролза
- ВМЗ,
- УТТЗ
- ЧЗГЭТ.

В 1999—2009 гг. троллейбусы производил Волгоградский завод транспортного машиностроения.

### Двигателестроение
В России действуют предприятия автомобильного, авиационного, танкового, ракетного и других подотраслей двигателестроения.
Объединённая двигателестроительная корпорация (ОДК) консолидирует более 80 % активов в сфере российского двигателестроения.

### Энергетическое машиностроение
Крупнейшими центрами энергетического машиностроения в России являются Санкт-Петербург и Ленинградская область (завод «Электросила», Ленинградский металлический завод, Завод турбинных лопаток, Ижорский завод), Москва и Московская область (ЗиО-Подольск).
Крупнейшими научно-исследовательскими и проектно-конструкторскими организациями в области энергетического машиностроения в России являются: «Силовые машины» (завод «Электросила», Ленинградский металлический завод, Завод турбинных лопаток, Калужский турбинный завод, НПО ЦКТИ им. И. И. Ползунова), Объединенные машиностроительные заводы (Ижорский завод, Pilsen Steel, SKODA JS), ЭМАльянс (ЗиО-Подольск, Красный котельщик), группа «Энергомаш».
Российская компания «Силовые машины» — крупный производитель энергетического оборудования для электростанций. Выручка компании в 2009 году выросла на 30 %, составив $1,8 млрд.
Уралэлектротяжмаш — предприятие высоковольтного аппаратостроения, производит трансформаторное и реакторное оборудование, газотурбинные ТЭЦ.
Уральский турбинный завод (УТЗ) — предприятие, специализирующееся на выпуске паровых теплофикационных и газовых турбин, а также агрегатов для транспортировки природного газа.

### Нефтегазовое машиностроение

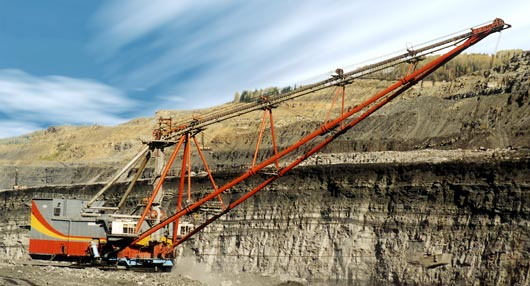
Шагающий экскаватор производства завода УЗТМ

- Воронежский кластер производителей нефтегазового и химического оборудования[56].
- Уральский завод тяжёлого машиностроения (УЗТМ, Уралмашзавод) — одно из крупнейших машиностроительных предприятий России, специализируется на производстве бурового оборудования для нефтегазодобывающей промышленности (также шагающих экскаваторов, блюмингов, прокатных станов, гидравлических прессов).
- Машиностроительный завод им. В. В. Воровского (г. Тихорецк) — производит буровое и насосное оборудование, газопламенную аппаратуру.

### Химическое машиностроение
- Уральский завод химического машиностроения (Уралхиммаш) — завод, изготавливающий машины и оборудование для предприятий химической и нефтехимической промышленности, а также строительных предприятий.

### Станкостроение
На 2016 год, по данным Минпромторга РФ, в России действует более 40 станкостроительных предприятий. Большинство унаследовано от СССР, однако имеются и вновь построенные, например «СтанкоМашСтрой» и DMG Mori.
В 2024 году производство в станкостроении по-прежнему остается на высоком уровне – по разным видам станков рост на 35-50 %; наибольший рост с 2021 по 2023 год зафиксирован по расточным металлорежущим станкам, объём их выпуска увеличился практически в семь раз.

### Приборостроение и электротехническая промышленность

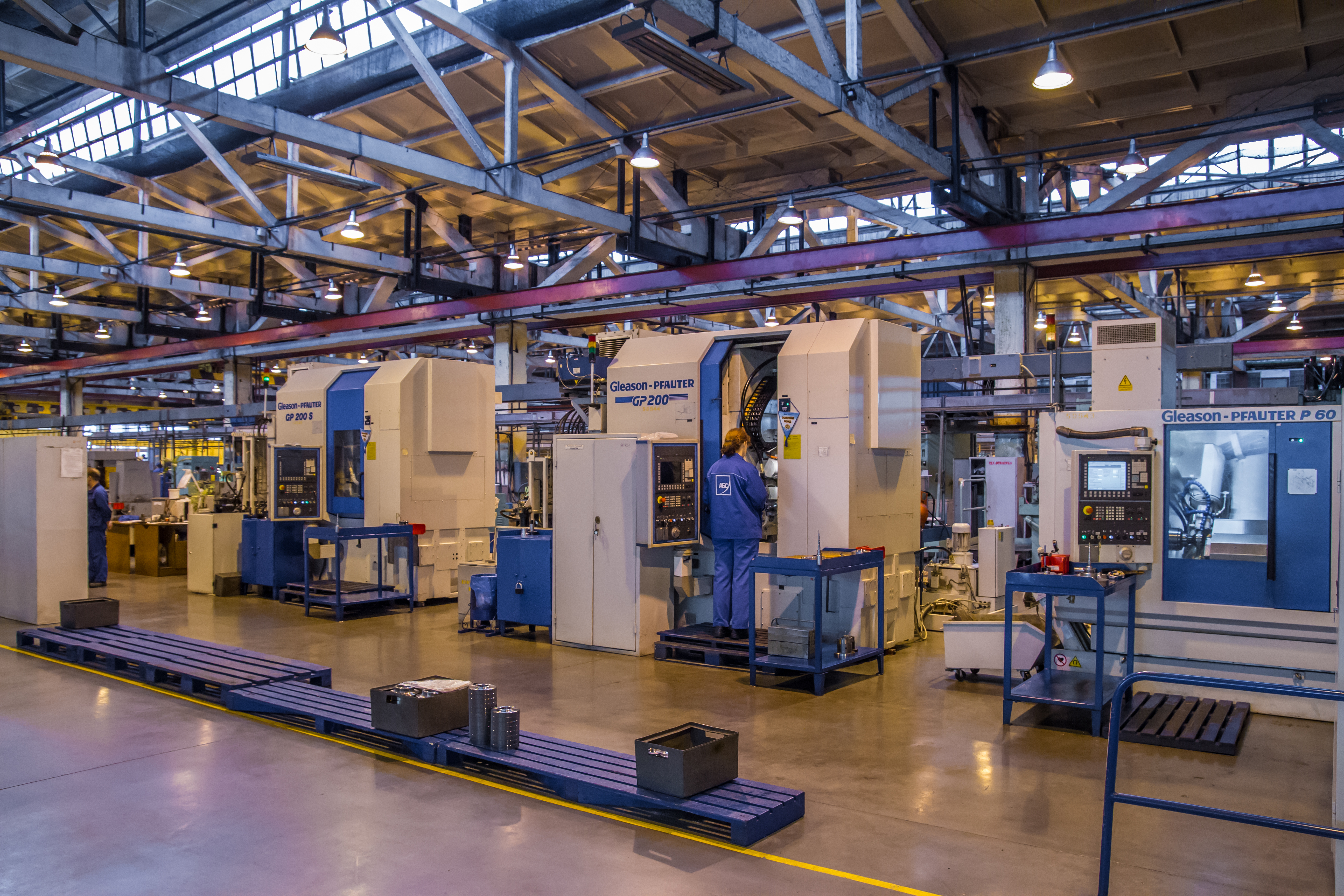
Механосборочный цех ОАО «АБС ЗЭиМ Автоматизация», Чебоксары

см. Приборостроение, Электротехническая промышленность (Электротехника)
- Уральское производственное объединение «Вектор» — выпускает радиоэлектронную аппаратуру, оборудование для электротранспорта, метеорологическое оборудование.
- Уральский приборостроительный завод (УПЗ) (Свердловская область)[59] — выпускает приборы для авиации (авиагоризонты, гировертикали, электронную аппаратуру, комплексные системы управления (КСУ-130, ЭДСУ-148, БИНС-СП, К-130.01), а также теплоэнергетическое оборудование и медицинскую технику (приборы искусственной вентиляции лёгких и ультразвуковой диагностики).
- Свердловский завод трансформаторов тока «СЗТТ» (г. Екатеринбург)[60] — производит трансформаторы тока, датчики тока, а также широкий спектр других электротехнических изделий.
- Электрощит Самара (г. Самара)[61] — крупнейший российский производитель электротехнического оборудования 0,4—220 кВ.
- Научно-производственное предприятие «Белгородская электрощитовая компания» (НПП «Бэлком»)[62] — производство автоматизированных систем и мощных преобразовательных устройств высоковольтных электроприводов в различных отраслях промышленности.

### Оптико-механическая промышленность
Компания ЛОМО — крупнейший российский производитель оптико-механических и оптико-электронных приборов.
«Швабе»  — холдинг, объединяющий основные российские предприятия оптико-электронной отрасли.

### Производство подшипников
В России на 2019 год действует 38 заводов по производству подшипников. Из них 12 получили в 2019 году выручку более 100 млн рублей. Лучшие результаты по выручке показали подшипниковые заводы, входящие в группу «Европейская подшипниковая корпорация»: «ЕПК Самара» (3,4 млрд рублей, 1-е место по выручке), «ЕПК Волжский» (2,8 млрд рублей, 2-е место) «ЕПК Саратов» (2,3 млрд рублей, 3-е место).
Большинство советских, позднее ставших российскими, подшипниковых заводов, носили обозначение ГПЗ, означающее «Государственный подшипниковый завод». Также России от СССР достались подшипниковые заводы с другими названиями, например Опытный завод НПО ВНИПП в Сергиевом Посаде (ныне «ОК-ЛОЗА»).
Председатель Союз производителей подшипников России — Алексей Владимирович Кулешов.

### Оборонно-промышленный комплекс

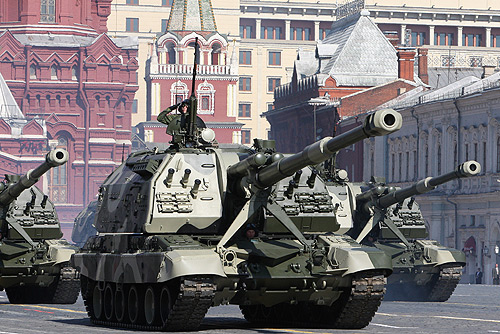
Самоходная артиллерийская установка «Мста-С»

В 2007 году объём реализации ОПК России составил $18,6 млрд, из них $11,6 млрд приходилось на государственный заказ, $7 млрд — на экспорт. С 2000 по 2007 годы объём реализации российского ОПК увеличился в 3,7 раза, в том числе госзаказ — в 6,4 раза, экспорт — в 2,2 раза.

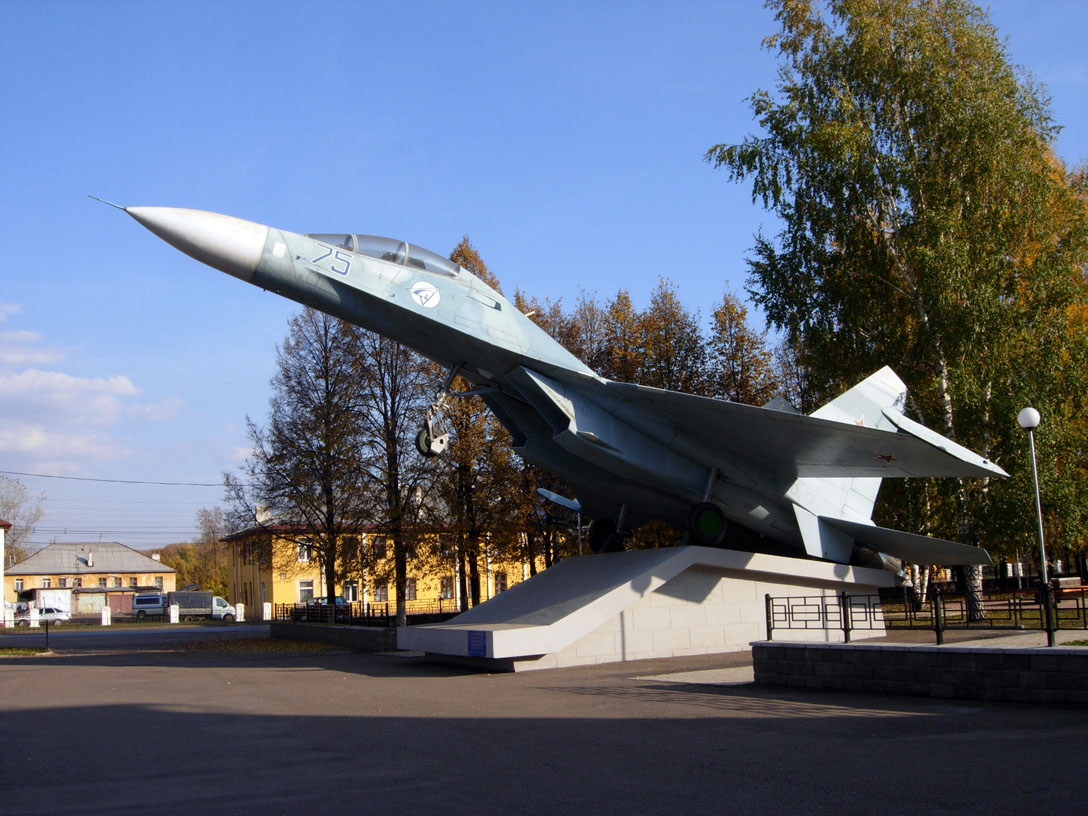
Истребитель Су-27 перед заводом Уфимского моторостроительного производственного объединения

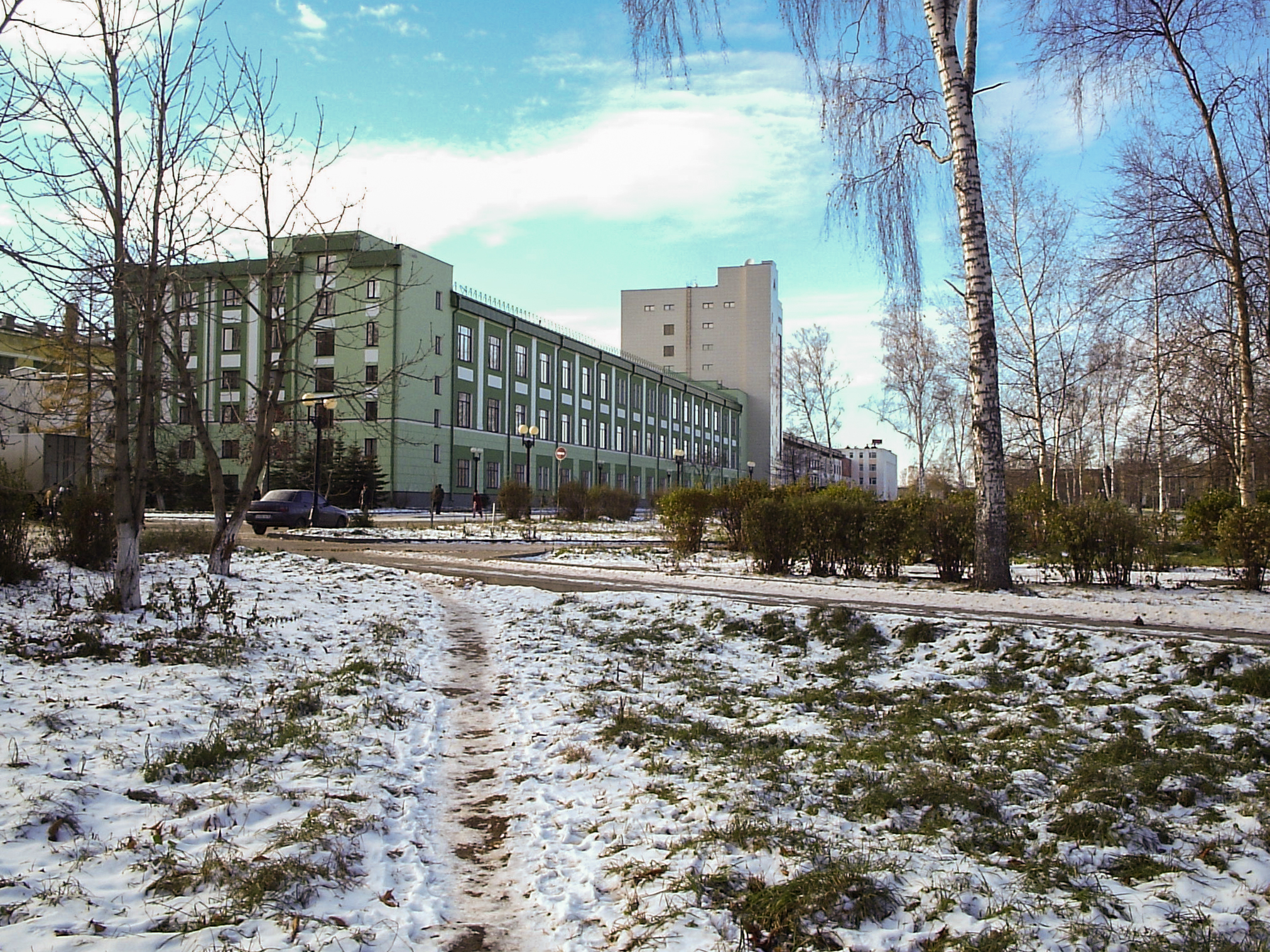
Здание НПО «Сатурн»

Доля России на мировом рынке вооружений составляет 23 %, и уступает только доле США (32 %).
В 2009 году Россия имела военно-техническое сотрудничество более чем с 80 государствами мира, и осуществляла поставки продукции военного назначения в 62 страны, а объём российского экспорта продукции военного назначения в 2009 году превысил 260 миллиардов рублей (8,8 млрд долларов). Согласно данным СИПРИ, доля поставкок боевых самолётов в период 2005—2009 гг. составил для России 40 % от общего объёма экспорта, согласно данным Рособоронэкспорта эта доля составляет примерно 50 % от объёма всех продаж российских вооружений.
РФ имеет многомиллиардные контракты на поставку вооружений и продукции двойного назначения с Индией, Венесуэлой, Китаем, Вьетнамом, Алжиром, Кувейтом, Грецией, Ираном, Бразилией, Сирией, Малайзией, Индонезией.
В апреле 2010 года представитель концерна ПВО «Алмаз Антей» сообщил, что Россия выполнила контракт на поставку в Китай 15 дивизионов ЗРК С-300 «Фаворит».
Российские предприятия ВПК: Ижевский машиностроительный завод, Мотовилихинские заводы, Нижегородский машиностроительный завод, Воткинский завод, Машиностроительный завод имени М. И. Калинина (ЗиК), Уральский оптико-механический завод (УОМЗ) (оптическое приборостроение), Уральский завод точной механики (навигационное оборудование), НПО автоматики имени академика Н. А. Семихатова (системы управления).
| Компания                                                          | Выручка от реализации, млн руб. | Год отчётности |
| ----------------------------------------------------------------- | ------------------------------- | -------------- |
| ОАО «Концерн ПВО „Алмаз-Антей“»; в том числе:                     | 127432                          | 2011           |
| ОКБ «Новатор»                                                     | 8538,1                          | 2009           |
| Объединённая авиастроительная корпорация"; в том числе:           | 114 000                         | 2009           |
| ОАО «АХК „Сухой“»                                                 | 49 100                          | 2009           |
| ПАО «Яковлев»                                                     | 36 806,7                        | 2009           |
| АО "РСК «МиГ»                                                     | 56 000                          | 2015           |
| ОАО «Объединённая двигателестроительная корпорация»; в том числе: | 72 347                          | 2009           |
| ОАО «Уфимское моторостроительное ПО»                              | 20 014                          | 2009           |
| ОАО «НПО Сатурн»                                                  | 15 779                          | 2007           |
| ОАО «Вертолёты России»                                            | 57 674,1                        | 2009           |
| ОАО НПК «Уралвагонзавод им. Дзержинского»                         | 36 272,4                        | 2009           |
| ОАО «Корпорация „Тактическое ракетное вооружение“»                | 31 367,5                        | 2009           |
| ОАО ПО «Севмашпредприятие»                                        | 21 160,8                        | 2009           |
| ОАО «Корпорация „Аэрокосмическое оборудование“»                   | 20 966                          | 2007           |
| ФГУП «ММПП Салют»                                                 | 16 513,2                        | 2009           |
| ФГУП «КБ приборостроения»                                         | 12 680                          | 2007           |
| ПАО СЗ «Северная верфь»                                           | 10 719,5                        | 2009           |
| Группа «Мотовилихинские заводы»                                   | 8200                            | 2009           |
| ОАО «Курганский машиностроительный завод»                         | 4855                            | 2009           |
| ОАО "ПО «УОМЗ»                                                    | 3828,5                          | 2009           |